# Matěj Krupčík
Matěj Krupčík (* 18. Februar 1992) ist ein ehemaliger tschechischer Biathlet.
Matěj Krupčík nahm zwischen 2011 und 2013 drei Jahre in Folge an den Juniorenweltmeisterschaften teil. Am erfolgreichsten war er im Jahr 2012, als er in Kontiolahti Siebter des Sprints und gewann mit Vlastimil Vávra, Michal Žák und Michal Krčmář die Silbermedaille im Staffelrennen. Auch 2013 erreichte er durchweg Top-25-Ergebnisse. Bei den Sommerbiathlon-Weltmeisterschaften 2012 in Ufa gewann Krupčík mit Kristýna Černá, Jessica Jislová und Michal Žák die Bronzemedaille im Mixed-Staffelrennen der Junioren. Ebenfalls nahm er an den Juniorenrennen der Europameisterschaften 2013 in Bansko teil und lief mit den Plätzen elf im Einzel, sieben im Sprint sowie neun in Verfolgung und mit der Mixed-Staffel durchweg auf gute Ränge.
Sein Debüt bei den Männern gab Krupčík 2011 bei einem Rennen des IBU-Cups in Nové Město na Moravě, wo er 98. des Sprints wurde. In Beitostølen lief er 2013 als 32. eines Einzels erstmals auf die Punkteränge. Bei den Europameisterschaften 2014 in Nové Město na Moravě wurde er 43. des Einzels, 55. des Sprints und 38. der Verfolgung. Mit Lukáš Kristejn, Michal Žák und Michal Krčmář wurde er zudem Neunter im Staffelrennen.
Nach der Saison 2017/18 erklärte er seinen Rücktritt vom Leistungssport.

## Einzelnachweis
1. ↑  Karel Halberštádt: Matěj Krupčík ukončil kariéru. Loučit se budou asi i další Češi [Matěj Krupčík beendete die Karriere. Es werden sich wahrscheinlich noch weitere Tschechen verabschieden,] (tschech.). In: BIATLONMAG. 18. Mai 2018, abgerufen am 22. Februar 2019.

| Personendaten    | Personendaten          |
| ---------------- | ---------------------- |
| NAME             | Krupčík, Matěj         |
| KURZBESCHREIBUNG | tschechischer Biathlet |
| GEBURTSDATUM     | 18. Februar 1992       |